# Hyposypnoides
Hyposypnoides är ett släkte av fjärilar. Hyposypnoides ingår i familjen nattflyn.
Kladogram enligt Catalogue of Life:
| Hyposypnoides | \| \| Hyposypnoides flandriana \| \| \| \| \| \| Hyposypnoides pulverosa \| \| \| \| \| \| Hyposypnoides undina \| \| \| \| |
|               | \| \| Hyposypnoides flandriana \| \| \| \| \| \| Hyposypnoides pulverosa \| \| \| \| \| \| Hyposypnoides undina \| \| \| \| |
|               | Hyposypnoides flandriana |
|               | |
|               | Hyposypnoides pulverosa |
|               | |
|               | Hyposypnoides undina |
|               | |

## Bildgalleri

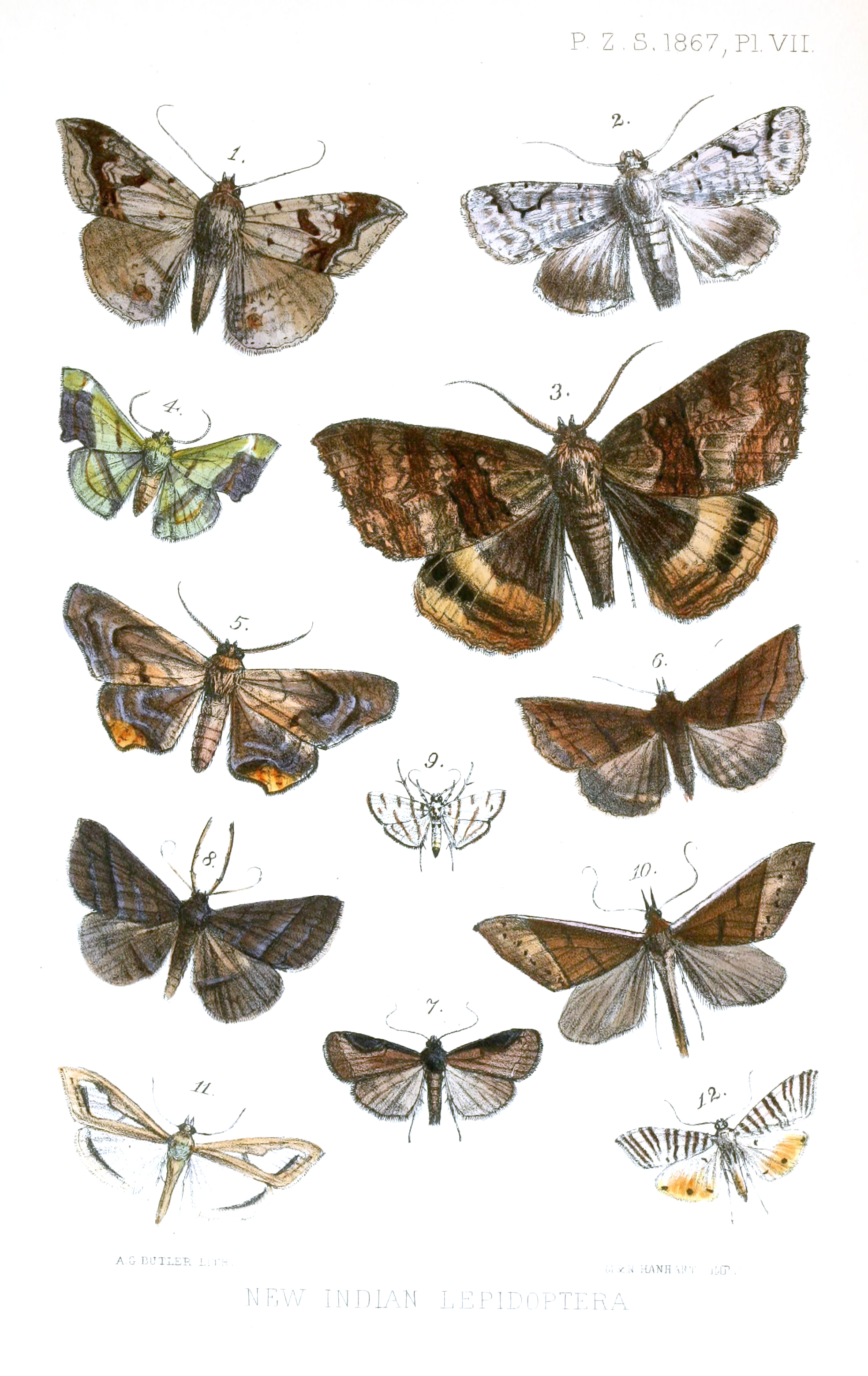